# Radnice v Trhové Kamenici
Dům čp. 49 na severozápadním okraji Raisova náměstí je budova bývalé radnice v Trhové Kamenici v okrese Chrudim. Budova je hodnotná zlidovělá architektura na exponovaném místě náměstí malého městečka.

## Historie
Nejstarší budova byla postavena v baroku a obnovena byla po velkém požáru v roce 1834. Současná budova pochází z roku 1835, kdy byla přistavena hranolovitá věž. V budově bývala také věznice. Při stavebních úpravách koncem 19. století byly na postranní pilíře ve štítové straně doplněny busty zakladatelů Sokola Miroslava Tyrše a Jindřicha Fügnera a do zrcadel na sloupech plastiky Jana Husa a Jana Žižky. Plastiky již na sloupech nejsou, busty na pilířích zůstaly.
Po ztrátě statutu městyse v padesátých letech 20. století budova sloužila jako výstavní prostor, pro různá shromáždění, schůze i jako klubovna místní mládeže.
V roce 1992 byla obnovena fasáda. Celková rozsáhlá rekonstrukce byla provedena v roce 1999. Budova byla pronajata, dnes slouží jako restaurace. V roce 2022 získal městys Trhová Kamenice od Ministerstva pro místní rozvoj v rámci projektu Podpora rozvoje života na venkově dotaci ve výši 130 000 Kč na rekonstrukci topení, což pomohlo k udržení dobrého technického stavu této kulturní památky.

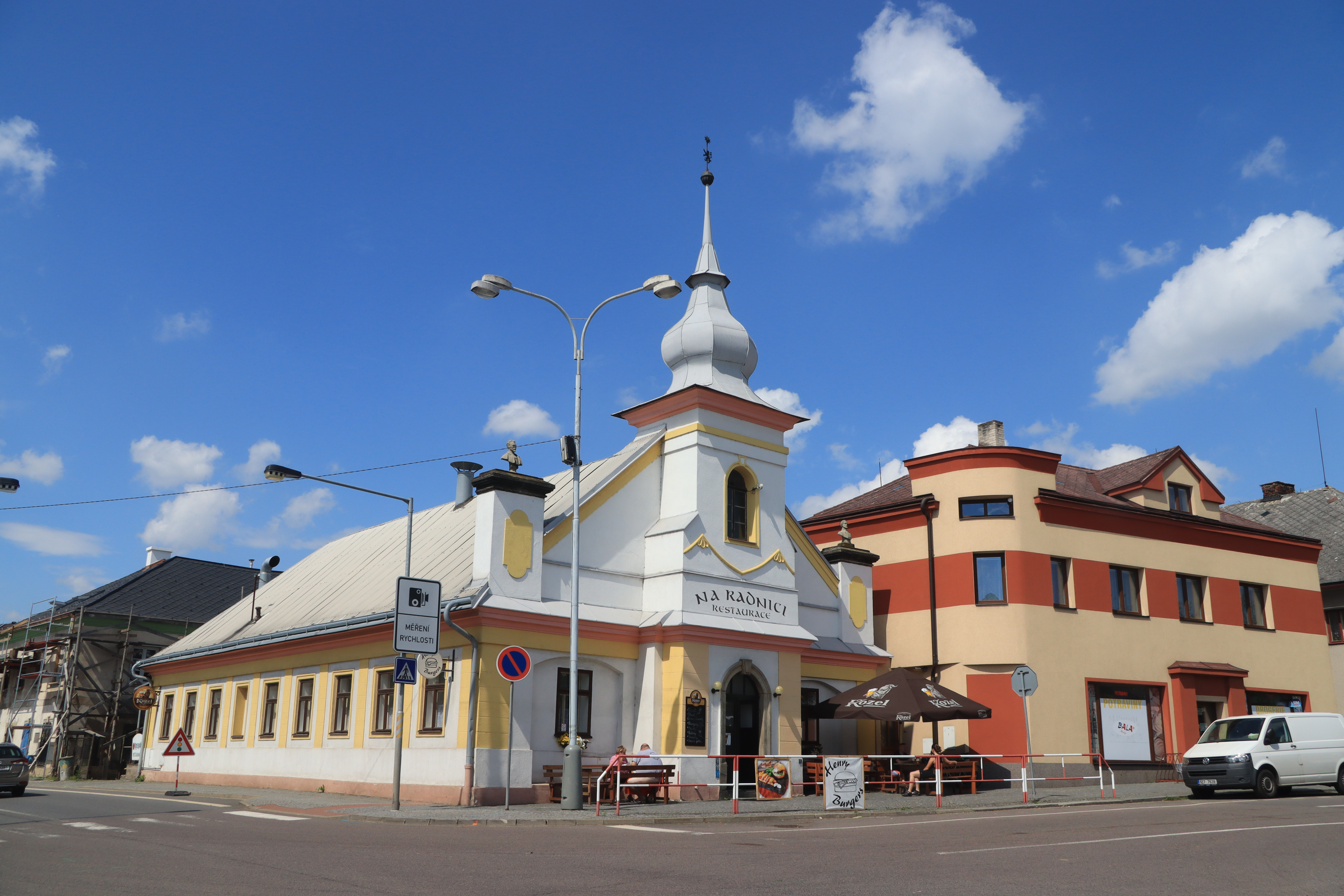
Budova bývalé radnice, dnes restaurace

Dne 10. října 2006 byl obci vrácen status městyse. Jeho úřad sídlí na Raisově náměstí čp. 4.

## Architektura
Bývalá radnice je obdélná přízemní budova se sedlovou střechou.
Čelní průčelí je krátké se třemi osami, boční strana má os devět. Čelní průčelí je ve střední části je doplněno předstupující hranolovou věží s cibulovitou bání, špicí se lvem a makovicí. V přízemí věže se nachází půlkruhový vstup s ostěním do bývalé radnice s malou vstupní předsíní. Nad římsou je dnes umístěn nápis Restaurace na radnici.
V 1. patře věže je velké půlkruhové okno se šambránou korunovanou klenákem. Přízemí budovy i věže jsou od horní části oddělena římsou. Postranní okna jsou umístěna v segmentově zaklenutých výklancích. Na bočních stěnách štítu budovy se nachází protilehlá dvojice pilířů s dnes už prázdnými zrcadly, na vrcholech jsou stále busty Tyrše a Fügnera. Uprostřed průčelí se v přízemní části vchází do budovy, dnes do restaurace. Po pravé straně za předsíní je umístěno sociální zařízení, kuchyň a kancelář jsou v zadní části. Celé přízemí má ploché stropy. Součástí budovy je malý sklep s valenou klenbou.